# Площадь Ленина (Серпухов)
Площадь Ле́нина — главная площадь Серпухова в его исторической части. Названа в честь В. И. Ленина, которому в центре площади установлен памятник работы скульптора Матросова. Рядом расположен Гостиный двор, по углам расположены 
Территория, занимаемая площадью — 5 га.

## История

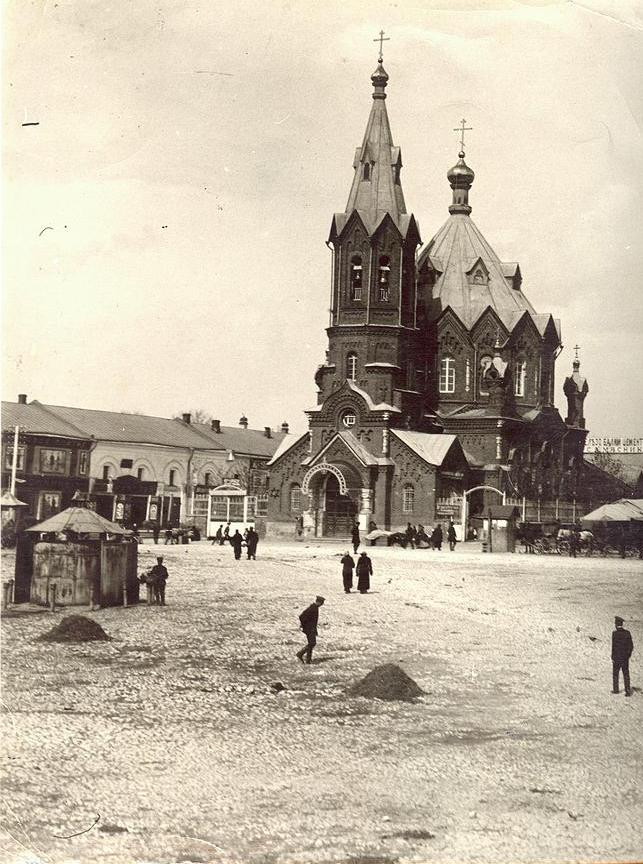
Храм Александра Невского (1882—1934)

Постоялый двор «Русь»

В 1854 году московский генерал-губернатор распорядился выдать ссуду (25 тыс. рублей) серпуховским купеческому и мещанскому обществам для постройки современных каменных лавок. Главным доводом стало то, что город довольно крупный, к тому же расположен на тракте, ведущем в Малороссию, то есть на современную Украину.
«В Серпухове творился содом», — таким эпитетом наградил крупный петербургский чиновник традиционную ярмарку, проводимую здесь в дни его визита. Под словом «содом» главноуправляющий путями сообщений и публичными зданиями имел в виду беспорядочную торговлю с рук, расставленных тут же парусиновых ларей, шатров, балаганов, телег. При этом многие каменные лавки оказались отчаянно пустыми. Судя по всему, кругом было очень грязно и неблагоустроенно. Вскоре городничий получил из Москвы нагоняй, после чего и началось «устранение безобразий площади». Её расчистили, разбили четыре сквера, сохранившиеся до наших дней, появилось здание, где разместился трактир, (находится он здесь и поныне). Появился на площади и храм во имя Святого Александра Невского (в сквере, что ближе к современному кафе «Старый дворик»).
В 1934 году был сломан Храм Александра Невского, площадь использовалась для сооружения трибун и праздничных демонстраций.
Советская власть внесла в облик площади свои коррективы, появились два дома 1928 и 1930 года со стороны улицы Аристова. В первые годы после событий октября 1917-го нынешнюю площадь Ленина назвали площадью III Интернационала. В послевоенные годы благоустройство места подверглось полной реконструкции. Вокруг Гостиного Двора было организовано круговое транспортное движение. А её периметр засажен лиственными деревьями.
Долгое время площадь Ленина была транспортным центром города. В небольшом помещении, где сейчас расположен Молодёжный парламент населённого пункта, находилась автостанция.
В 50-х годах построили здание кинотеатра «Дружба» (Дворец молодёжи), проект, которого аналогичен стеклянно-воздушной архитектуре характерной для южных регионов.
Последней постройкой, которая появилась в ансамбле площади, стал жилой дом, построенный в 2014 году на месте сгоревшего ресторана «Москва».

## Храм Александра Невского
Строительство храма началось в 1881 году. Архитектором здания стал Митрофан Александрович Арсеньев. Строительство завершилось в 1889 году. Разобран в 1934 году. В 2021 году фундамент здания законсервирован и музеефицирован. 

## Гостиный двор
Гостиный двор возвели в середине XIX века по проекту архитектора Д. Ф. Борисова. Здание выполнено в духе позднего неоклассицизма. В 1910 году серпуховской Гостиный двор реконструирован архитектором Аппельротом. 

## Современное состояние
В 2014 году прошла реконструкция площади. Установлены памятники князю Святославу и Петру Столыпину, а также камень на месте храма Александра Невского.

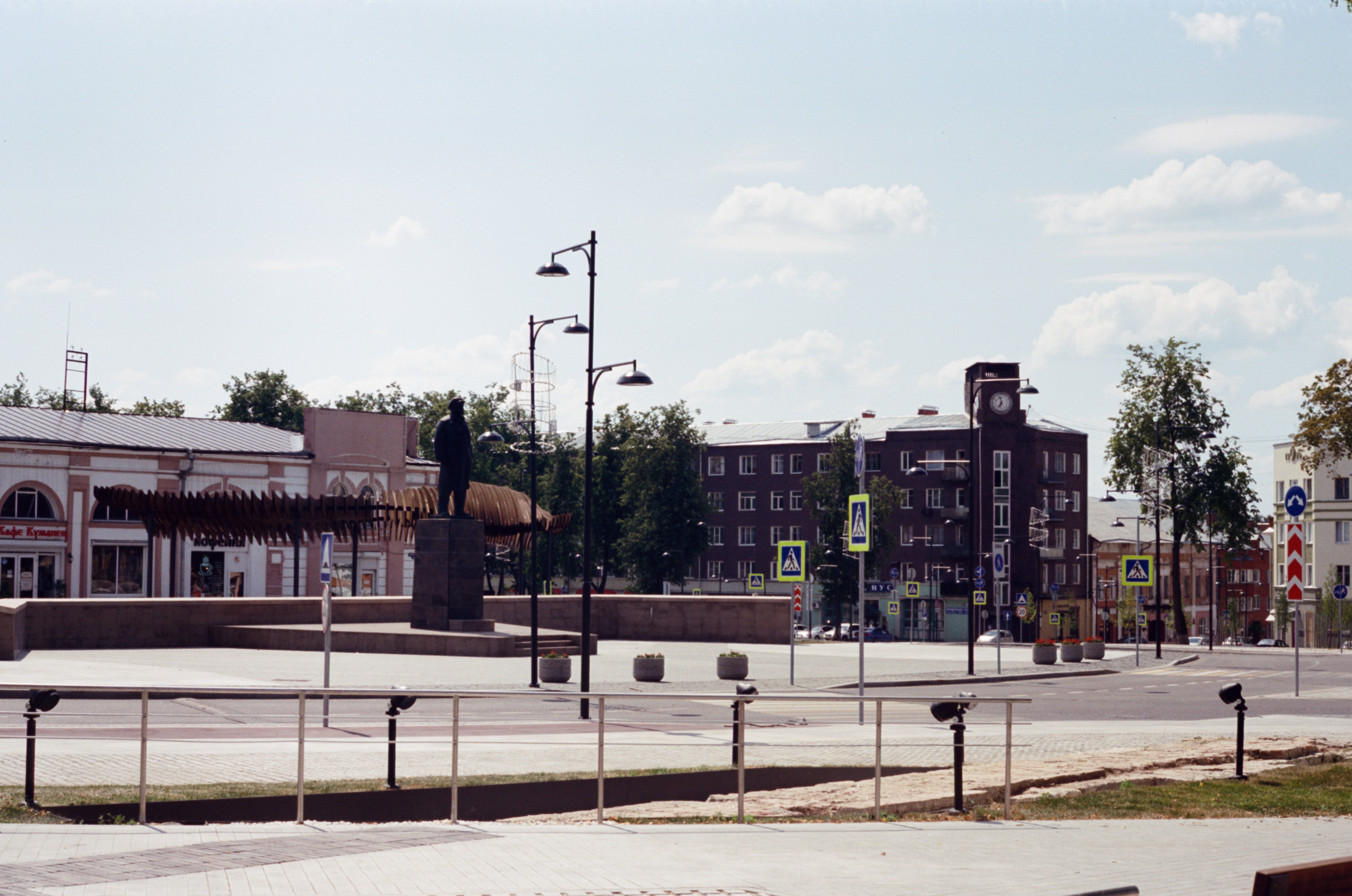
Площадь Ленина после реконструкции 2020 года

В 2020 году состоялась новая масштабная реконструкция места. Часть улицы Революции от улицы Чехова до площади Ленина стала пешеходной.